# Балаболкин, Иван Иванович
Иван Иванович Балаболкин — доктор медицинских наук, специалист в области детской аллергологии, профессор, заслуженный деятель науки Российской Федерации, член-корреспондент РАН.
Родился 15 июля 1935 г. в д. Поляна Перемышльского района Западной области (сейчас — Калужская область).
С отличием окончил педиатрический факультет 2-го Московского медицинского института им. Н. И. Пирогова (1959) и два года работал педиатром в Кирове (Калужская область). В 1961—1964 гг. учился в аспирантуре своего института.
С 1964 г. работал в НИИ педиатрии, в 1983—2009 зав. аллергологическим отделением. Защитил кандидатскую (1965) и докторскую (1980) диссертации. Профессор (1983).
Сфера научных интересов — изучение особенностей развития аллергических болезней у детей и совершенствование методов терапии и профилактики аллергической патологии.
Автор (соавтор) 7 изобретений, свыше 500 публикаций, 12 монографий, в том числе:
- «Бронхиальная астма у детей» (1985; 2003),
- «Лекарственная аллергия у детей» (1993),
- «Поллинозы у детей» (1996),
- «Атопический дерматиту детей» (1999),
- «Детская аллергология» (2006),
- «Лечение аллергических болезней у детей» (2008),
- «Клиническая аллергология детского возраста с неотложными состояниями» (2011).

Заслуженный деятель науки Российской Федерации (2003), член-корреспондент РАМН (12 февраля 1999), член-корреспондент РАН (2014). Награждён медалью ордена «За заслуги перед Отечеством» II степени.